# Dumaran, Palawan

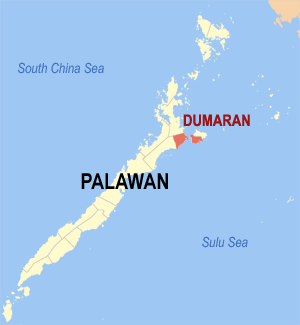
Bản đồ Palawan với vị trí của Dumaran

Dumaran là một đô thị hạng 4 ở tỉnh Palawan, Philippines. Theo điều tra dân số năm 2000, đô thị này có dân số 16.616 người trong 3.133 hộ.

## Barangay
Dumaran được chia thành 16 barangay.
| - Bacao - Bohol - Calasag - Capayas - Catep - Culasian - Danleg - Dumaran (Pob.) | - Itangil - Ilian - Magsaysay - San Juan - Santa Teresita - Santo Tomas - Tanatanaon - Santa Maria |